# Helena Kornella
Helena Maria Kornella z domu Hoszowska (ur. 6 listopada 1897 w Jaśle, zm. 27 maja 1992 w Romford) – lekarka, pierwsza w Polsce kobieta-urolog, ochotniczka Polskich Sił Zbrojnych w Armii Andersa. Odznaczona Medalem Wojska i brytyjskim Medalem Obrony.

## Życiorys

### Wczesne lata
Helena Kornella urodziła się 6 listopada 1897 r. w Jaśle, w autonomii galicyjskiej na obszarze zaboru austriackiego. Córka Jadwigi Hoszowskiej h. Sas (1873–1942). Ojciec Michał Kornella (1862–1911) był inżynierem, ukończył studia budownictwa lądowego i wodnego na Politechnice Wiedeńskiej, a następnie studiował na Akademii Technicznej we Lwowie, gdzie był pierwszym doktorantem tej uczelni. Dziadek Celestyn Hoszowski (1837–1911) był malarzem i rzeźbiarzem. Jego prace wystawiane były w Wiedniu, Rzymie, Krakowie, Warszawie i innych miastach Europy. Około 1895 r. rodzice wraz z najstarszym bratem Heleny, Romannem Janem (1893–1940), przenieśli się z Wiednia do Jasła, a około 1908 r. rodzina przeprowadziła się do Lwowa, gdzie ojciec zmarł w 1911 r.

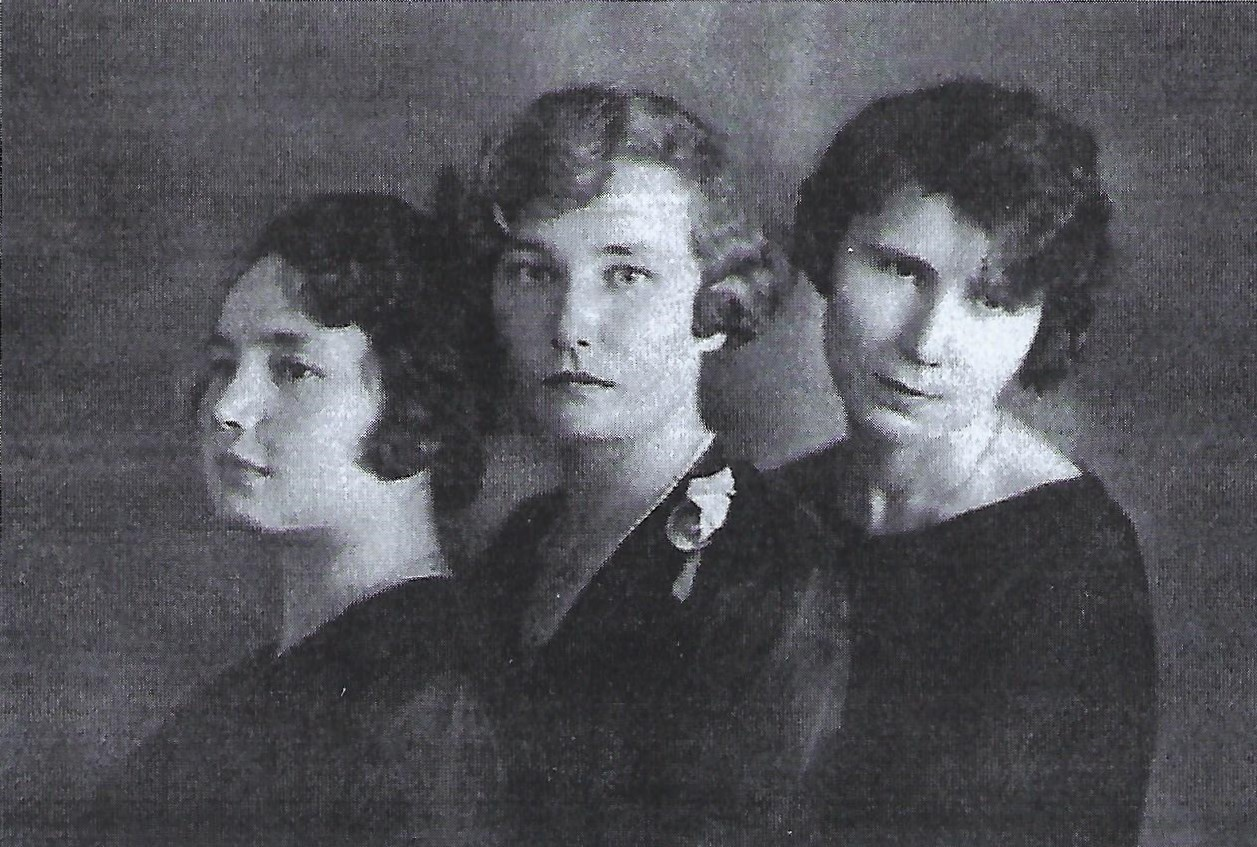
Absolwentki wydziału medycznego (1928). Helena z lewej.

W 1917 r. Helena ukończyła we Lwowie gimnazjum prowadzone przez nazaretanki. Przedwczesna śmierć ojca zmusiła ją do porzucenia planów o kontynuacji nauki. Helena z pomocą babci wspierała matkę w opiece nad dwoma młodszymi braćmi. Utrzymywała rodzinę przez całą I wojnę światową. W 1920 r. brat Ludwik w wieku 17 lat zginął w obronie Lwowa. Pragnieniem Heleny było ukończenie studiów medycznych, trudne w realizacji nie tylko w związku z sytuacją rodzinną, ale także ze względu na fakt, że wielu ówczesnych profesorów protestowało przeciwko przyjmowaniu kobiet na studia medyczne, uważając, że powołane są jedynie do małżeństwa i macierzyństwa. Pomimo tego w 1922 r. rozpoczęła studia na wydziale medycznym Uniwersytetu Medycznego we Lwowie. Była jedną z nielicznych pierwszych kobiet na wydziale. W 1928 r., jako jedna z zaledwie trzech kobiet, ukończyła studia medyczne na Uniwersytecie Lwowskim. Po studiach pracowała ponad 6 lat jako asystentka na oddziale urologii Państwowego Szpitala Powszechnego we Lwowie, którym kierował prof. Stanisław Laskownicki (1892–1978). Była pierwszą polską rezydentką oddziału urologicznego w Polsce międzywojennej. Później pracowała jako asystentka na oddziale chorób wewnętrznych do początku II wojny światowej w 1939 r.
Równolegle rozwijała drugą pasję, którą był śpiew. Ukończyła z wyróżnieniem Konserwatorium Lwowskie w zakresie śpiewu operowego jako mezzosopran. We Lwowie dawała w radiu recitale wokalne dla pacjentów. Rozwijające się życie zawodowe Kornelli zostało przerwane przez wybuch II wojny światowej.

### Kazachstan
13 kwietnia 1940 r. do mieszkania rodziny dr Kornelli włamało się NKWD, aresztując Helenę, jej chorą matkę, bratową i 4-miesięczną bratanicę. Oficer NKWD poinformował je, że zostały skazane na 10 lat ciężkich robót. Wyroku nie otrzymały, ale Helena podejrzewała, że powodem aresztowania był fakt, że jej dwaj bracia (Romann Jan i Marian) służyli w Wojsku Polskim i przebywali w obozie jenieckim w Starobielsku. 1 maja 1940 r. przybyły do miejsca przeznaczenia – sowchozu w Myn-Bulak (okręg ajaguzki, obwód semipałatyński w Kazachstanie). Umieszczono je w izbie mającej 4 m² razem z dwoma innymi rodzinami, razem 10 osób. Początkowo pracowała przy wyrobie kiziaku, opału z bydlęcego nawozu, potem przy plewieniu. 28 sierpnia razem z rodziną przewieziono ją do miasteczka Sergiopol, gdzie miała pracować w tamtejszym szpitalu. Po agresji III Rzeszy na ZSRR wróciła do sowchozu, gdzie pracowała przy oczyszczeniu zboża. 28 sierpnia 1941 r. została zwolniona i mogła wyjechać z rodziną. Kobiety udały się na południe i w małym miasteczku Stary-Guk koło Ałma-Aty znalazła zatrudnienie jako lekarz.
Jednocześnie wysłała zgłoszenie do Polskich Sił Zbrojnych w Buzułuku, gdzie od września 1941 r. do kwietnia 1942 r. mieściła się kwatera główna Armii Andersa. 25 grudnia 1941 r. została wcielona do PSZ. W tym samym czasie wystąpiła do Armii Andersa stacjonującej w Buzuluku jako Ochotniczka Wojskowej Służby Medycznej w ramach Pomocniczej Wojskowej Służby Kobiet (PWSK). Wniosek został zatwierdzony 15 grudnia 1941 r. 22 grudnia dostała rozkaz udania się do Dżambułu razem z dwoma siostrami sanitarnymi, aby nieść pomoc Polakom przejeżdżającym przez Dżambuł z północnej Rosji na południe oraz opiekować się przebywającymi tam polskimi rodzinami. Praca była bardzo ciężka, ponieważ wiele osób miało szkorbut, poparzenia, panowała też epidemia tyfusu plamistego. Wielu mieszkało w trudnych warunkach w brudnych łachmanach, brakowało jedzenia i środków opatrunkowych. Śmiertelność była bardzo wysoka. W styczniu zmarła jej matka, a tydzień po niej bratowa. Ani Helena, ani sanitariuszki nie zachorowały na tyfus. W połowie marca 1942 r. otrzymali lekarstwa, dzięki którym mogła ulżyć w cierpieniu chorym rodakom. W kwietniu epidemia tyfusu powoli zaczęła wygasać i Helena skupiła się na walce z ciężkimi przypadkami awitaminozy, ogólnym wyczerpaniem organizmu, co przy braku owoców i warzyw było niemalże nieosiągalne. 8 sierpnia 1942 r. zostali odwołani do Jang-Julu, skąd 19 sierpnia wyruszyła z transportem sierot i rodzin wojskowych do Iranu.

### Iran
Z Krasnowodska transport wyruszył do Pahlawi i dalej drogą lądową z Aszchabadu do Meszhedu. W obozie w Pahlawi było tylko 10 lekarzy i 25 pielęgniarek. Wśród nich była dr Helena Kornella. Większość ludzi była osłabiona przez 2 lata głodu, ciężką pracę i choroby. 40% pacjentów przyjętych do szpitala chorowało na tyfus, a większość z nich zmarła w ciągu miesiąca lub dwóch od przybycia. Wychudzeni ludzie nie mogli tolerować bogatego jedzenia, a duża ich liczba zmarła wyłącznie z powodu przejedzenia. Po kilku dniach dr Kornella trafiła do Szpitala Wojskowego w Teheranie. W tym czasie posiadała stopień kapitana w korpusie medycznym. Bez dyplomu szkolenia podchorążych nastąpiła jej demobilizacja. Kontynuowała pracę jako lekarz pierwszego kontaktu w placówce Polskiego Czerwonego Krzyża w Teheranie, gdzie opiekowała się polskimi pacjentami. Spędziła tam trzy lata. W Teheranie adoptowała swoją bratanicę Halinę Marię (córkę młodszego brata, Mariana). W Teheranie istniało pięć obozów przejściowych w różnych częściach miasta, jeden wojskowy i cztery cywilne. Działał także polski szpital, internat dla starców, sierociniec prowadzony przez nazaretanki oraz dom rekonwalescencji dla chorych dzieci. W 1944 r. Polacy zaczęli opuszczać Iran przez port w Ahwazie. Przesiedleńcy wyjeżdżali do Tanganiki, Meksyku, Indii, Nowej Zelandii, Wielkiej Brytanii, Palestyny, Libanu i innych obozów. W jednym z ostatnich transportów wojskowych, w 1945 r. Helena wraz z 5-letnią Haliną wyjechały z Iranu przez Isfahan do Libanu.

### Liban
Ponad pięć tysięcy polskich uchodźców dotarło do Libanu. Po krótkim pobycie w obozie na plaży Saint Simon w Bejrucie nowo przybyli zostali zakwaterowani u rodzin libańskich w chrześcijańskich wioskach wokół Bejrutu. Każdy otrzymał od Delegatury Polskiej Pomocy Społecznej w Bejrucie 12 funtów szterlingów na pokrycie kosztów pobytu w Libanie, w szczególności czynszu. Od listopada 1946 r. uchodźcy trafiali bezpośrednio pod opiekę Konsulatu Generalnego Wielkiej Brytanii, gdzie utworzono biuro radcy polskiego.
Doktor Kornella mieszkała w prywatnym mieszkaniu należącym do arabskiej rodziny w Bejrucie. Pracowała w przychodni terenowej Delegatury Polskiej Pomocy Społecznej w Bejrucie i Towarzystwa Pomocy Polakom w Libanie, działała też w Polskim Czerwonym Krzyżu w Bejrucie. Była odpowiedzialna za polskich pacjentów. W Bejrucie Kornella miała okazję zaprezentować swój talent muzyczny i wokalny. Regularnie koncertowała, głównie dla polskiej publiczności.

### Wielka Brytania

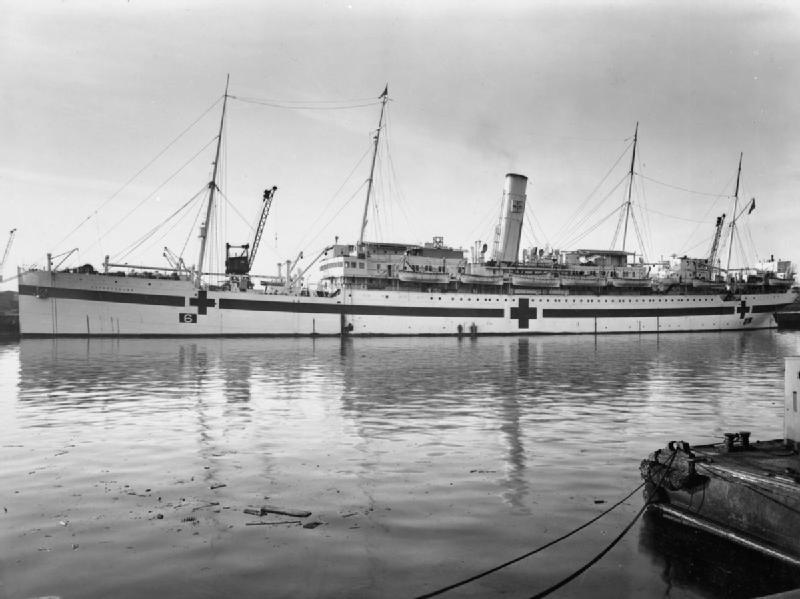
HMHS Oxfordshire

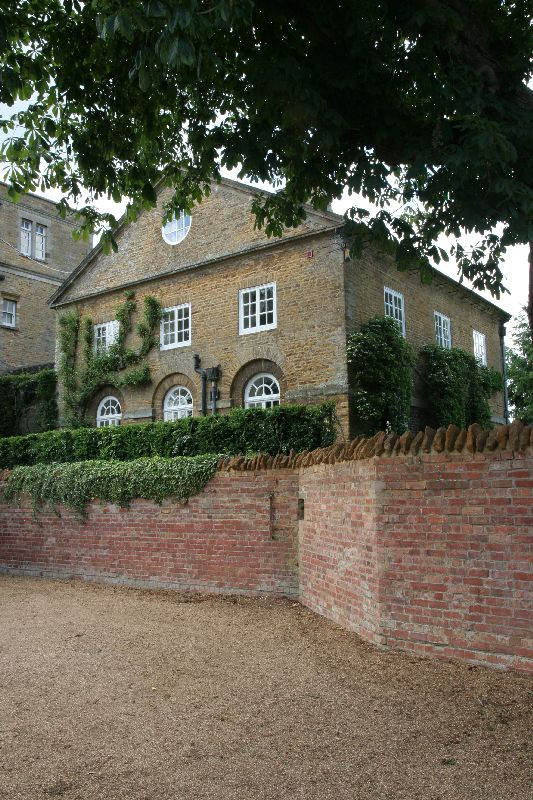
Pitsford Hall, Pitsford

W sierpniu 1950 r. dr Kornella wraz ze swoją bratanicą popłynęła statkiem szpitalnym HMHS Oxfordshire z Bejrutu do Kingston upon Hull w East Riding of Yorkshire w Wielkiej Brytanii, dokąd dotarła po 10-dniowej podróży. Przebywała kilka miesięcy w obozie przejściowym. Następnie uzyskała tymczasowe stanowisko w polskim szpitalu wojskowym w Penley w północnej Walii. Dyplom medyczny Heleny został uznany przez General Medical Council (GMC), jednak początkowo ograniczona znajomość języka angielskiego sprawiła, że miała trudności w znalezieniu pracy jako urolog. Potrafiła mówić i pisać w języku niemieckim i francuskim. Adoptowaną córkę umieściła w polskiej żeńskiej szkole z internatem kształcącej dzieci emigrantów, prowadzonej przez Nazaretanki w Pitsford Hall w Pitsford, niedaleko Northampton, a sama podjęła pracę w sanatorium przeciwgruźliczym w pobliżu szkoły Haliny.
W 1958 r. Halina otrzymała świadectwo ukończenia szkoły i rozpoczęła studia medyczne na University of Birmingham, które ukończyła w 1963 r. Helena po zamknięciu oddziału gruźliczego uzyskała posadę na oddziale geriatrycznym szpitala ogólnego w Birmingham, gdzie pracowała do emerytury, na którą przeszła w 1968 r. w wieku 71 lat. Halina po rocznym stażu w szpitalu rozpoczęła praktykę lekarską w Rugby w hrabstwie Warwickshire, gdzie poślubiła inżyniera Andrzeja Twardzickiego. Razem z 3 córkami przenieśli się w 1968 r. do Londynu, gdzie zamieszkała z nimi Helena Kornella. Pomagała córce opiekować się dziećmi, dzięki czemu córka mogła kontynuować praktykę lekarską i dalej się kształcić. Zdobyła specjalizację w zakresie pediatrii rozwojowej i środowiskowej. Jej mąż objął stanowisko wykładowcy elektrotechniki na Uniwersytecie Londyńskim w Queen Mary's College.
W 1990 r. Helena Kornella miała wypadek, w wyniku którego doszło do złamania szyjki kości udowej, co zmusiło ją do przeniesienia się do domu opieki. Jej stan zdrowia stopniowo się pogarszał i zmarła we śnie 27 maja 1992 r. Prochy zostały złożone w kolumbarium polskiego kościoła parafialnego św. Andrzeja Boboli w Londynie.